# 50 перших поцілунків
«50 перших поцілунків» (англ. 50 First Dates) — американська романтична комедія 2004 року.

## Сюжет
Генрі Рот (Адам Сендлер) закохується в чарівну Люсі (Дрю Беррімор). Попри невеликі перешкоди, уже до вечора наполегливому Ромео вдається домогтися взаємності красуні. Молоді люди щасливі й впевнені, що їхня любов протриває вічно. На жаль, через наслідки автомобільної аварії, дівчина зранку не пам'ятає нічого з того, що відбулося напередодні. Попри це, Генрі не має наміру здаватися і збирається боротися за своє кохання, навіть якщо заради цього йому і доведеться щодня закохувати в себе Люсі!

## У ролях
| Актор          | Роль               |
| -------------- | ------------------ |
| Адам Сендлер   | Генрі Рот          |
| Дрю Беррімор   | Люсі Вітмор        |
| Роб Шнайдер    | Ула                |
| Шон Астін      | Даг Вітмор         |
| Блейк Кларк    | Марлін Вітмор      |
| Люсія Струс    | Алекса             |
| Ден Екройд     | доктор Джозеф Кітс |
| Емі Гілл       | Сью                |
| Помайкаї Браун | Нік                |
| Аллен Коверт   | «10-секунд» Том    |
| Міссі Пайл     | Норін              |
| Мая Рудольф    | Стейсі             |
| Лінн Коллінз   | Лінда              |
| Кевін Джеймс   | працівник фабрики  |
| Кетрін Винник  | дівчина            |

## Нагороди
- Фільм було номіновано на нагороду MTV Movie Awards (номінація — Найкращий фільм).[1]

## Факти
- Зйомки картини почалися 19 березня 2003 року на Гаваях, а потім протривали в Лос-Анджелесі. Закінчилися зйомки в червні 2003 року.
- Спочатку проект розроблявся під Кемерон Діаз, а режисером повинний був виступити Джей Роач.
- Дрю Беррімор і Адам Сендлер раніше зустрічалися на знімальному майданчику в фільмі «Співак на весіллі».
- Спочатку картина називалася «50 First Kisses», потім назву змінили на «Fifty First Dates». Далі «Fifty» замінили на «50» і вийшло «50 First Dates».